# L'Oréal
L'Oréal S.A. је француско предузеће за личну негу са седиштем у Клишију. Највеће је козметичарско предузеће на свету, а развио је активности у овој области концентришући се на фарбу за косу, производе за негу коже, производе за заштиту од сунца, шминку, парфеме и производе за негу косе.

## Списак портпарола
Има групу амбасадора, уметника, глумица и активиста који се називају „тим из снова”.
- Ева Лонгорија (2005—данас)[5]

- Хелен Мирен (2014—данас)[6][7]

- Камила Кабељо (2017—данас)[8]

- Ел Фанинг (2017—данас)[9]

- Амбер Херд (2018—данас)[10]

- Енди Макдауел (2018—данас)[11]

- Селин Дион (2019—данас)[12]

- Кетрин Лангфорд (2020—данас)[13]

- Вајола Дејвис (2021—данас)[14]

- Кејт Винслет (2021—данас)[15]

## Финансијски подаци
| Година    | 2013.  | 2014.  | 2015.  | 2016.  | 2017.  | 2018.  | 2019.  | 2020.  | 2021.  |
| --------- | ------ | ------ | ------ | ------ | ------ | ------ | ------ | ------ | ------ |
| Приход    | 22,977 | 22,532 | 25,257 | 25,837 | 26,024 | 26,937 | 29,874 | 27,992 | 32,288 |
| Профит    | 2,958  | 4,910  | 3,297  | 3,106  | 3,586  | 3,895  | 3,750  | 3,563  | 4,597  |
| Актива    | 31,298 | 32,063 | 33,711 | 35,630 | 35,339 | 38,458 | 43,810 | 43,607 | 43,013 |
| Запослени | 77.452 | 78.611 | 82.881 | 89.331 | 82.606 | 86.030 | 87.974 | 85.392 | 85.412 |